# Rajga
La Rajga (in russo Райга?) è un fiume della Russia siberiana, affluente di destra del fiume Lisica (bacino idrografico dell'Ob'). Scorre nel Verchneketskij rajon dell'Oblast' di Tomsk.
La Rajga proviene da una zona paludosa e scorre prevalentemente in direzione sud-est. Incontra la Lisica a 200 km dalla foce. Il fiume ha una lunghezza di 158 km e il suo bacino è di 1 850 km².